# Acidente dos helicópteros do Corpo de Fuzileiros Navais dos Estados Unidos
O Acidente dos helicópteros do Corpo de Fuzileiros Navais dos Estados Unidos ocorreu em 14 de janeiro de 2016, quando dois CH-53E Super Stallion pilotados por membros do Corpo de Fuzileiros Navais dos Estados Unidos colidiram sobre o Oceano Pacífico, próximo a Oahu, no Havaí. Cada helicóptero tinha seis fuzileiros navais norte-americanos a bordo. Uma operação de busca e salvamento foi realizada, e um campo de destroços das duas embarcações foi localizado. Em 20 de janeiro, os doze membros da tripulação foram declarados mortos.